# Division 1 Féminine 2016-2017
La Division 1 Féminine 2016-2017 è stata la 43ª edizione della massima divisione del campionato francese femminile di calcio. Il campionato si è iniziato l'11 settembre 2016 e si è concluso il 25 maggio 2017. L'Olympique Lione ha vinto il campionato per l'undicesimo anno consecutivo.

## Stagione

### Novità
Dalla Division 1 Féminine 2015-2016 sono stati retrocessi in Division 2 Féminine il La Roche-sur-Yon, il VGA Saint-Maur e il Nîmes Métropole Gard. Dalla Division 2 Féminine sono stati promossi l'Olympique Marsiglia, il Bordeaux e il Metz.

### Formato
Le 12 squadre si affrontano in un girone all'italiana con partite di andata e ritorno, per un totale di 22 giornate. La squadra prima classificata è campione di Francia, mentre le ultime due classificate retrocedono in Division 2 Féminine. Le prime due classificate sono ammesse alla UEFA Women's Champions League.

## Squadre partecipanti
| Club                | Stagione | Città           | Stadio                        | Stagione 2015-2016              |
| ------------------- | -------- | --------------- | ----------------------------- | ------------------------------- |
| ASPTT Albi          | dettagli | Albi            | Stadio Maurice Rigaud         | 9º posto in Division 1          |
| Bordeaux            | dettagli | Bordeaux        | Stade Sainte-Germaine         | 1º posto in Division 2 gruppo B |
| Guingamp            | dettagli | Guingamp        | Stadio Fred Aubert            | 8º posto in Division 1          |
| FCF Juvisy          | dettagli | Juvisy-sur-Orge | Stadio Georges Maquin         | 4º posto in Division 1          |
| Metz                | dettagli | Metz            | Stade Municipal du Batzenthal | 1º posto in Division 2 gruppo A |
| Montpellier         | dettagli | Montpellier     | Stadio Jules Rimet            | 3º posto in Division 1          |
| Olympique Lione     | dettagli | Lione           | Groupama OL Training Center   | Campione di Francia             |
| Olympique Marsiglia | dettagli | Marsiglia       | Stade Roger Lebert            | 1º posto in Division 2 gruppo C |
| Paris Saint-Germain | dettagli | Parigi          | Stadio Sébastien Charléty     | 2º posto in Division 1          |
| Rodez               | dettagli | Rodez           | Stadio Paul Lignon            | 5º posto in Division 1          |
| Saint-Étienne       | dettagli | Saint-Étienne   | Stadio Léon Nautin            | 6º posto in Division 1          |
| Soyaux              | dettagli | Soyaux          | Stadio Léo Lagrange           | 7º posto in Division 1          |

## Classifica finale
Fonte: sito ufficiale.
|  | Pos. | Squadra                  | Pt | G  | V  | N | P  | GF  | GS | DR  |
|  | ---- | ------------------------ | -- | -- | -- | - | -- | --- | -- | --- |
|  | 1.   | Olympique Lione          | 63 | 22 | 21 | 0 | 1  | 103 | 6  | +97 |
|  | 2.   | Montpellier              | 55 | 22 | 18 | 1 | 3  | 73  | 10 | +63 |
|  | 3.   | Paris Saint-Germain (-1) | 49 | 22 | 16 | 2 | 4  | 54  | 16 | +38 |
|  | 4.   | Olympique Marsiglia      | 35 | 22 | 11 | 2 | 9  | 32  | 38 | -6  |
|  | 5.   | FCF Juvisy               | 32 | 22 | 9  | 5 | 8  | 42  | 25 | +17 |
|  | 6.   | Guingamp                 | 29 | 22 | 8  | 5 | 9  | 28  | 36 | -8  |
|  | 7.   | Soyaux                   | 27 | 22 | 7  | 6 | 9  | 25  | 52 | -27 |
|  | 8.   | Rodez                    | 21 | 22 | 5  | 6 | 11 | 22  | 56 | -34 |
|  | 9.   | ASPTT Albi               | 19 | 22 | 6  | 1 | 15 | 14  | 49 | -35 |
|  | 10.  | Bordeaux                 | 16 | 22 | 3  | 7 | 12 | 14  | 43 | -29 |
|  | 11.  | Saint-Étienne            | 15 | 22 | 3  | 6 | 13 | 18  | 48 | -30 |
|  | 12.  | Metz                     | 12 | 22 | 3  | 3 | 16 | 13  | 59 | -46 |

Legenda:
      Campione di Francia e ammessa alla UEFA Women's Champions League 2017-2018.
      Ammessa alla UEFA Women's Champions League 2017-2018.
      Retrocesse in Division 2.
Note:
Tre punti a vittoria, uno a pareggio, zero a sconfitta.
Il Paris SG ha scontato 1 punto di penalizzazione.

## Risultati

### Tabellone
|               | Alb  | Bor  | Gui  | Juv  | Met  | Mon  | OLi  | OMa  | PSG  | Rod  | Sai  | Soy  |
| ------------- | ---- | ---- | ---- | ---- | ---- | ---- | ---- | ---- | ---- | ---- | ---- | ---- |
| Albi          | –––– | 0-1  | 0-2  | 0-3  | 1-0  | 0-1  | 0-5  | 0-1  | 3-0  | 1-3  | 0-0  | 1-4  |
| Bordeaux      | 1-2  | –––– | 0-1  | 1-1  | 1-2  | 1-2  | 0-1  | 1-1  | 0-6  | 0-2  | 0-7  | 2-3  |
| Guingamp      | 1-2  | 2-2  | –––– | 1-0  | 6-2  | 0-2  | 0-3  | 4-0  | 0-4  | 1-0  | 0-0  | 0-0  |
| Juvisy        | 3-0  | 0-0  | 2-1  | –––– | 6-0  | 1-2  | 0-1  | 2-1  | 1-2  | 1-1  | 3-0  | 2-1  |
| Metz          | 0-1  | 0-1  | 1-1  | 1-3  | –––– | 0-5  | 0-3  | 1-3  | 0-2  | 0-4  | 0-3  | 1-1  |
| Montpellier   | 7-0  | 1-0  | 3-0  | 0-0  | 6-0  | –––– | 0-3  | 5-0  | 2-1  | 4-1  | 3-0  | 10-0 |
| O. Lione      | 6-0  | 8-0  | 9-1  | 5-2  | 3-0  | 2-1  | –––– | 4-0  | 3-0  | 8-0  | 6-0  | 9-0  |
| O. Marsiglia  | 3-1  | 0-1  | 2-0  | 2-1  | 3-0  | 0-5  | 1-6  | –––– | 2-0  | 3-1  | 3-1  | 2-0  |
| Paris SG      | 4-0  | 2-2  | 3-3  | 3-0  | 3-0  | 1-0  | 1-0  | 1-0  | –––– | 4-0  | 4-0  | 2-0  |
| Rodez         | 1-0  | 0-0  | 0-3  | 0-10 | 1-2  | 0-4  | 0-5  | 2-2  | 0-3  | –––– | 1-1  | 1-1  |
| Saint-Étienne | 0-1  | 0-0  | 0-1  | 2-0  | 1-2  | 0-8  | 0-4  | 0-2  | 0-6  | 1-1  | –––– | 2-2  |
| Soyaux        | 3-1  | 2-0  | 1-0  | 1-1  | 1-1  | 0-2  | 0-9  | 2-1  | 0-2  | 2-3  | 1-0  | –––– |

## Statistiche

### Classifica marcatrici
| Gol |  |  | Giocatore         | Squadra         |
| --- |  |  | ----------------- | --------------- |
| 20  |  |  | Ada Hegerberg     | Olympique Lione |
| 20  |  |  | Eugénie Le Sommer | Olympique Lione |
| 16  |  |  | Marie-Laure Delie | Paris SG        |
| 14  |  |  | Sofia Jakobsson   | Montpellier     |
| 12  |  |  | Lindsey Thomas    | Montpellier     |
| 11  |  |  | Cristiane         | Paris SG        |
| 10  |  |  | Camille Abily     | Olympique Lione |
| 10  |  |  | Valérie Gauvin    | Montpellier     |
| 10  |  |  | Desire Oparanozie | Guingamp        |